# Seznam slovaških dirigentov
Seznam slovaških dirigentov.

## B
- Ján Levoslav Bella

## C
- Jozef Chabroň

## D
- Jan Maria Dobrodinský

## F
- Peter Feranec
- Tibor Frešo

## K
- Štefan Klimo

## L
- Ondrej Lenárd

## P
- Lukáš Pohůnek

## R
- Ľudovít Rajter
- Bystrík Režucha

## S
- Mikuláš Schneider-Trnavský
- Ladislav Slovák

## V
- Marián Vach
- Juraj Valčuha